# Zusjes (televisieserie)
Zusjes is een Nederlandse jeugdserie naar een scenario van Tamara Bos, die in 2013 werd uitgezonden door de NTR.

## Verhaal
Mitzi en Eefje, twee zussen met een Indonesische achtergrond, gaan op zichzelf wonen als het huwelijk van hun ouders Rob en Winnie klapt. De serie vertelt de verhalen van de vier verschillende personages in deze crisistijd.

## Cast
- Charlie Chan Dagelet - Mitzi Evers
- Chloé Leenheer - Eefje Evers
- Loek Peters - Rob Evers
- Terence Schreurs - Winnie Evers-Jonk
- Anneke Grönloh - oma Toetie
- Ricky Koole - Sonja Saarloos
- Lisa Smit - Noor van Ruizendaal
- Sinan Eroglu - Hassie Ünsal
- Jeroen Willems - Jan Jonkers
- Joke Tjalsma - Josje van Waaijen
- Marc van Uchelen - George van de Kaag
- Niels Gomperts - Maxim
- Yannick van de Velde - Matthijs
- Elske Falkena - Petra
- Sarah Bannier - Lieke
- Nordin Orahhou - Egyptische snackbarhouder
- Dalorim Wartes - Mitchel
- Martijn Apituley - Ferry
- Chris King Perryman - Prestentator theater
- Luc Theeboom - Eigenaar bloemenwinkel
- Yannick Jozefzoon - Georgie
- Farhad Foroutanian - Daoud (eigenaar pizzaria)
- Anne Wallis de Vries - Paulien
- Emma Waslander - Meike
- Nienke van Staveren - Floor
- Nina van den berg - Cathelijne

## Lijst van afleveringen
- De ideale dochter (uitgezonden op 27 oktober 2013)
- Zelf (uitgezonden op 3 november 2013)
- Keuzes (uitgezonden op 10 november 2013)
- Los (uitgezonden op 17 november 2013)
- Vrij (uitgezonden op 24 november 2013)
- Een nieuw leven (uitgezonden op 1 december 2013)
- Samen (uitgezonden op 8 december 2013)
- Stemmetjes (uitgezonden op 15 december 2013)
- Ieder voor zich (uitgezonden op 22 december 2013)